# Kefar ha-Nasi
Kefar ha-Nasi (hebr. כפר הנשיא) – kibuc położony w samorządzie regionu Ha-Galil ha-Eljon, w Dystrykcie Północnym, w Izraelu.
Leży na północy Górnej Galilei.
Członek Ruchu Kibuców (Ha-Tenu’a ha-Kibbucit).

## Historia
Kibuc został założony w 1948 przez imigrantów z Wielkiej Brytanii.

## Gospodarka
Gospodarka kibucu opiera się na rolnictwie i turystyce.